# کورتنی هنگلر
کورتنی هنگلر (انگلیسی: Courtney Henggeler؛ زادهٔ ۱۱ دسامبر ۱۹۷۸) هنرپیشه اهل ایالات متحده آمریکا است.
از فیلم‌ها یا برنامه‌های تلویزیونی که وی در آن نقش داشته است می‌توان به تئوری بیگ بنگ، دکتر هاوس، ذهن‌های مجرم، دوستی با مزایا، کبرا کای و مام اشاره کرد.